# Adolf Stobbe
Adolf Stobbe (* 20. November 1906 in Krücken, Kreis Preußisch Eylau, Ostpreußen; † 23. September 1956 in Stade) war ein deutscher Politiker (CDU, DSP, SPD) und Mitglied des Niedersächsischen Landtages.

## Leben
Nach der Volksschule besuchte Adolf Stobbe die Spandauer Evangelisch-soziale Volkshochschule. Danach war er in der Landwirtschaft tätig und arbeitete bis 1927 als Landarbeiter. Er wurde Gewerkschaftssekretär der Christlichen Landarbeitergewerkschaft in den Jahren 1928 bis 1933. In der Zeit des Nationalsozialismus wurde er 1933 verhaftet. In der Folge verdingte er sich als Angestellter einer Versicherung von 1934 bis 1939, danach leistete er Wehrdienst. Er geriet in Kriegsgefangenschaft, aus der er 1945 wieder freikam. 
Nach Kriegsende engagierte er sich als Sekretär der Gewerkschaft Gartenbau, Land- und Forstwirtschaft. Er übernahm ab dem Jahr 1945 den CDU-Vorsitz im Kreis Uelzen und wurde ein Jahr später Mitglied im ernannten Kreistag Uelzen und schließlich auch Mitglied des gewählten Kreistages. 
1947 erstmals in den Landtag gewählt, verließ er Im Juli 1950 die CDU-Fraktion und war bis Oktober zunächst fraktionslos. Als Gefolgsmann von Günther Gereke schloss er sich gemeinsam mit diesem kurz der BHE-Fraktion, sodann, ab November 1950, der Fraktion der Unabhängigen (FdU) an und wurde im März 1951 Mitglied der DSP, für die er im Mai 1951 erfolglos kandidierte. Nach Gerekes Ausscheiden aus dem Parlament rückte er für diesen im März 1952 nach, war anfangs wiederum fraktionslos, bis er im Oktober 1953 Mitglied der Fraktion Mitte und Februar 1955 schließlich der SPD-Fraktion wurde.